# Deruluft
Deruluft fue una compañía de transporte aéreo conjunta germano-soviética fundada en 1921 por la aerolínea alemana Aero Union AG y la representación comercial soviética en Alemania. Deruluft fue un negocio exitoso, sin embargo, debido al cambio de situación política entre los dos países, cesó su actividad el 31 de marzo de 1937.

## Historia
El 24 de noviembre de 1921 el jefe de la representación comercial soviética rusa en Berlín, Boris Stomonyakov, y el director de la aerolínea alemana Aero-Union AG Ferdinand Rasch, firmaron un contrato para establecer una compañía de aviación germano-rusa. Aero-Union era un consorcio fundado apenas unos meses antes, el 21 de abril de 1921, por la naviera Hamburg Amerikanische Packetfahrt AG - HAPAG, Luftschiffbau Zeppelin y AEG, creado con el objetivo de agrupar sus intereses comunes en la aviación. Posteriormente, en el accionariado participaron también la sociedad metalúrgica Metallgesellschaft AG y el banco asociado Berg und Metallbank.
La empresa germano-rusa recién fundada recibió el nombre de Deutsche-Russische Luftverkehrs AG, abreviado como Deruluft , y fue dotada con un capital fundacional de 5 millones de marcos oro imperiales, -Goldmark-, la mitad del cual fue aportado por ambos accionistas. El 24 de noviembre de 1921, el gobierno de la República Socialista Federativa Soviética de Rusia otorgó a Deruluft la licencia para operar el tráfico aéreo entre la República de Weimar y la Rusia soviética (desde el 30 de diciembre de 1922, la Unión Soviética) por un período inicial de cinco años.
Inicialmente, los primeros aviones utilizados fueron los diseñados por la compañía Fokker en los Países Bajos, de los que algunos fueron construidos bajo licencia: un Fokker-Grulich V 1 y nueve Fokker F.III. Posteriormente la flota se complementó con los Junkers F 13, Rohrbach Roland y Albatros L 58 .
En 1923, Aero-Union y Lloyd-Luftdienst se fusionaron para formar Deutsche Aero-Lloyd , que a su vez se fusionó con Junkers Luftverkehr AG con la participación del Reich el 6 de enero de 1926 para formar Deutsche Luft Hansa AG . De esta forma, Deruluft pasó a ser una filial al 50% de Luft Hansa.

### Operaciones
El 1 de mayo de 1922, Deruluft inauguró servicios regulares en la ruta Königsberg – Kaunas – Smolensk – Moscú . El 6 de junio de 1928 se estableció una nueva ruta desde Berlín a través de Riga y Tallin (Reval) hasta Leningrado . Ambas rutas funcionaron hasta el 31 de marzo de 1936. En el primer año de funcionamiento, los vuelos se realizaban dos veces por semana en cada dirección durante la temporada de mayo a octubre. El vuelo de 1200 km de Berlín a Moscú duró 22 horas. En 1923, el número de vuelos semanales se incrementó a tres; al año siguiente, los vuelos se realizaron inicialmente cuatro veces por semana y, a partir de julio de 1924, se realizaron diariamente.

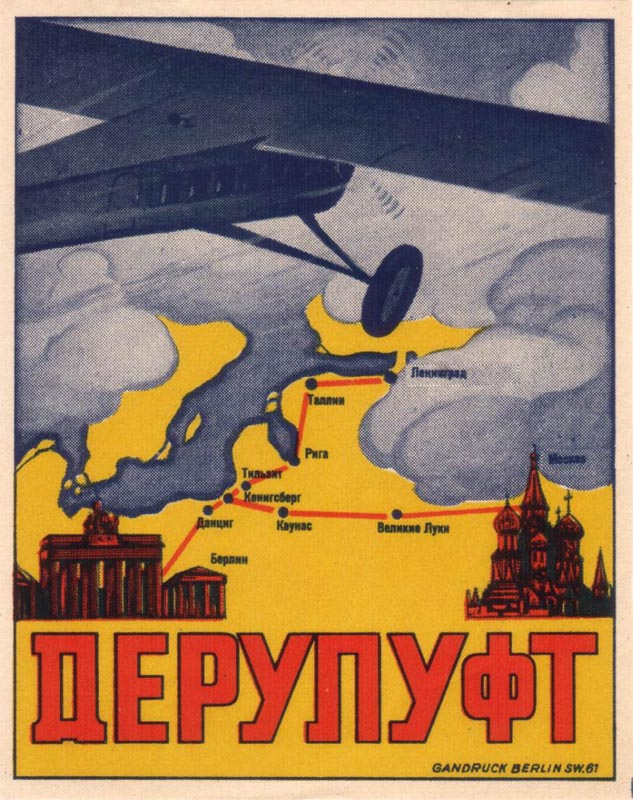
Cartel propaganda Дерулуфт - Deruluft

Al inicio de la actividad sólo se transportaba correo, prensa y funcionarios. No fue hasta el 27 de agosto de 1922 cuando las rutas se abrieron al público. Inicialmente, la ruta de Königsberg a Moscú era cubierta por cinco tripulaciones alemanas y cinco soviéticas dos veces por semana, a partir de 1923 tres veces por semana y un año después diariamente. En 1925 se inauguró la línea Berlín-Moscú. En 1926, Deruluft voló la ruta Moscú- Járkov durante tres meses en cooperación con el Ukrwosduchputch ucraniano. Fue la presión competitiva de las aerolíneas extranjeras apoyadas por el Estado y las nuevas prácticas en esta industria lo que obligó a Luft Hansa a ampliar sus rutas y, en un esfuerzo conjunto con la Unión Soviética, incluir conexiones aéreas a Asia. De manera extraña, la Internacional Comunista se benefició de una colaboración entre el departamento de prensa de Deutsche Luft Hansa y la editorial Neue Deutscher Verlag, que se hizo cargo de la producción de los mapas de rutas confeccionados por el cartógrafo Alexander Rado, utilizados como regalo a los clientes. Su propietario, y jefe de propaganda occidental del Partido Comunista Alemán Willi Münzenberg, pudo volar a precios muy reducidos, "a todos los rincones del Reich alemán y a Moscú en 15 horas". En agosto de 1926, Deruluft se unió a la Asociación Internacional de Tráfico Aéreo, predecesora de IATA. En 1928, la red de rutas cubría 2640 km. A partir de 1929, los primeros Fokker F.III fueron reemplazados por Dornier Merkur y a principios de 1931, se añadieron a la flota los trimotores Tupolev ANT-9 . En 1934 le siguieron cinco Junkers Ju 52/3m. De 1922 a 1934, la aerolínea transportó 39168 pasajeros en las rutas germano-soviéticas, recorriendo 9.800.000 km.
A partir de la firma entre el Reich alemán y la Unión Soviética del Tratado de Rapallo el 16 de abril de 1922, se estableció una estrecha colaboración entre la Deutsche Verkehrsfliegerschule - DVS (Escuela Alemana de Aviación); una organización encubierta de entrenamiento militar que operaba, teóricamente, como academia de vuelo para pilotos comerciales civiles, y las VVS soviéticas. Deruluft, trasladó y entregó aviones de su flota (y personal) en la Unión Soviética,  que se utilizaron en la clandestina escuela de pilotos y tripulaciones conocida de forma enmascarada como Wissenschaftliche Versuchs- und Prüfanstalt für Luftfahrzeuge (Instituto de Investigaciones Científicas y Ensayos para Aeronaves) WIWUPAL, y operada conjuntamente en la base aérea establecida en las cercanías de Lipetsk. 
Con el creciente deterioro de las relaciones germano-soviéticas a partir de la llegada al poder del Partido Nacionalsocialista Obrero Alemán Ambas rutas se mantuvieron hasta el 31 de marzo de 1936 cuando, debido al deterioro de las relaciones diplomáticas entre el nuevo régimen nazi y el gobierno soviético, se decidió suspender sus operaciones, que se hizo definitivo con la liquidación y cierre de la compañía en 1937.

## Flota

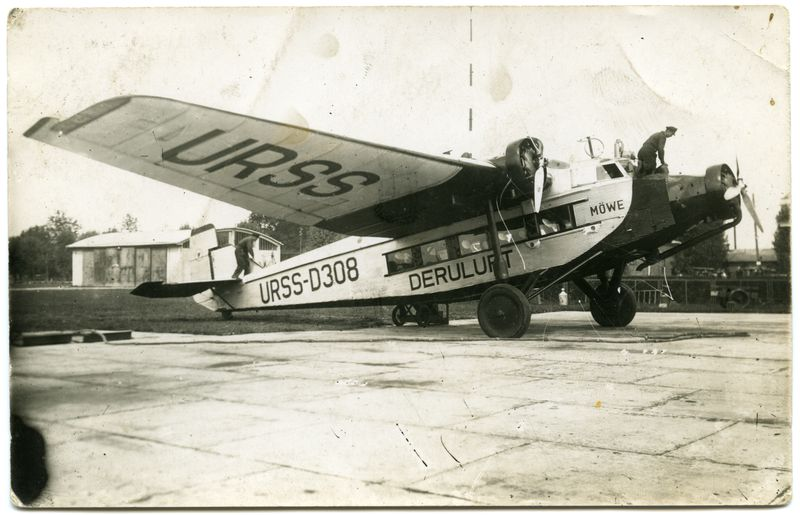
Tupolev ANT-9, Kaunas 1935-36

- Albatros L 58
- Dornier Merkur
- Fokker F.II
- Fokker F.III
- Grulich V.1a
- Junkers F.13
- Junkers Ju 52/3m
- Rohrbach Roland
- Tupolev ANT-9